# Найло Круз
Найло Крус (нар. 1960) — кубинсько-американський драматург і педагог. Отримавши Пулітцерівську премію 2003 за свою п'єсу «Анна в тропіках», він став першим латиноамериканцем, якого вшановано цією відзнакою.

## Біографія

### Перші роки
Круз народився у сім'ї Тіни та Найло Круза Старшого в Матанзасі на Кубі. Сім'я іммігрувала до Малої Гавани у Маямі, штат Флорида, у 1970 році на рейсі «Свобода», а згодом осіли у Сполучених Штатах. Інтерес Найло до театру почався з навчання акторської майстерності та режисури на початку 1980-х. Він вивчав спершу театральне мистецтво у громадському коледжі в Маямі-Даді, після чого переїхав до Нью-Йорка, де Круз навчався в кубинки Марії Ірен Форнес. Форнес рекомендувала Круза Паулі Фогель, яка викладала в Браунському університеті, де він згодом здобув його ступінь магістра образотворчих мистецтв у 1994 році.

### Кар'єра
У 2001 році Круз працював драматургом-резидентом у Новому театрі в Корал Гейбліс, штат Флорида, де він написав «Анну в тропіках». Рафаель де Аша був продюсером і режисером світової прем'єри спектаклю «Анна в Тропіках», лауреату «Пулітцера» 2003 року та премії Штейнберга за кращу нову виставу. Через рік п'єса мала свою прем'єру на Бродвеї разом із Джиммі Смітсом у головній ролі.
Деякі з театрів, які робили постанови його творів, включають громадський театр Нью-Йорка, Нью-Йоркську майстерню Театру, театр Пасадени, театр МакКартера, Шекспірівський фестиваль штату Орегон, театр Південного узбережжя, Альянс-театр, театр «Сцена» у штаті Флорида та дім драми «Coconut Grove».
Крус написав сценарій до мюзиклу Френка Уайлдхорна та Джека Мерфі «Гавана». Її запланована світова прем'єра в Пасаденській ігровій палаті була відкладена заявою театру про банкрутство у 2010 році.
Круз був удостоєний численних нагород і стипендій, в тому числі двох NEA / TCG грантів Національного театру Артистів, гранту Фонду Рокфеллера, нагороди Елтона Джонса у Сан-Франциско, премії Нової американської п'єси фонду Центра Кеннеді і стипендію Артиста Сполучених Штатів.
Круз часто співпрацює з перуансько-американською композиторкою, котра була удостоєна Греммі, Габріелою Леною Франк. На сьогоднішній день вони створили сет оркестрових пісень «Lacentinela y la paloma» («Хранитель та Голуб»), для сопрано Доун Апшоу та Камерного оркестру Св. Павла (прем'єра якого відбулася під егідою Джоани Карнейро у лютому 2011 року); «The Saint Maker» для сопрано Джессіки Рівери, меццо-сопрано Рейчел Каллоуей, хору дівчат з Сан-Франциско та гурту «Симфонія Берклі» в травні 2013 року; та « Подорож тіні» для оповідача та ансамблю одинадцяти гравців (прем'єра камерного оркестру Сан-Франциско у квітні 2013 року.
Круз написав лібрето до опери «Бель Канто» композитора Джиммі Лопеса, яка мала свою світову прем'єру в Чиказькій опері 7 грудня 2015 року.
Найновіша робота Круза — «Купання в місячному світлі» — світова прем'єра, в якій брали участь Рауль Мендес, Присцила Лопес, Ханнія Гіллен, Френкі Дж. Альварес, Майкл Рудко та Кетті Веласкес, режисер Емілі Манн (неправильно писали, що Емілі Манн — режисер світової прем'єри «Анни у тропіках»), світову прем'єру режисував Рафаель де Аша, художній керівник «Нового театру», в Корал Гейблс, штат Флорида. Наступного року, після вручення премій Пулітцера та Штейнберга, Емілі Манн режисувала постановку в театрі МакКартера, яка потім була представлена на Бродвеї.) «Купання в Місячному світлі» пройшло 9 вересня — 9 жовтня 2016 року в театрі МакКартера в Прінстоні, Нью-Джерсі. Купання в Місячному світлі — одержувач премії Фонду Еджертона за нову гру та премії Грінфілд 2016 року.
Крус — випускник організації Нових Драматургів і викладав драматургію в університеті Брауна, університеті Айови та Єльському університеті. Живе в Нью-Йорку та Маямі.

### Нагороди та відзнаки
У 2009 році Крус отримав театральну премію Міжнародного фонду PEN (фундація Лаури Пелс) як «видатний американський драматург середнього віку».
У 2010 році Крус отримав ступінь почесного доктора гуманітарних наук (LHD) у Коледжі Віттьє.

## Робота

### П'єси
- Танці на колінах (1994)
- Нічний потяг до Боліни (1995)
- Парк в нашому домі (1995)
- Дві сестри і фортепіано (1998)
- Країна велосипедів (1999)
- Гортензія та музей мрій (2001)
- Анна в тропіках (2002)
- Лорка в зеленій сукні (2003)
- Capricho (2003)
- Краса батька (2006)
- Колір бажання (2010)
- Ураган (2010)
- Soto Voce (2014)
- Купання в місячному світлі (2016)
- Exquisita Agonía (Вишукана агонія) (2018)[5]

### Мюзикли
- Гавана — музика Френка Уайлдхорна, слова Джека Мерфі, книга Найло Круза

### Переклади
- Дуже старий з величезними крилами — дитяча п'єса, яка є екранізацією новели Габріеля Гарсія Маркеса
- Донья Росіта Спінстер — Федеріко Гарсія Лорка
- Будинок Бернарди Альби — Федеріко Гарсія Лорка
- Життя — мрія — Педро Кальдерон де ла Барса